# Lowry Mays
Lowry Mays (* 24. Juli 1935 in Houston; † 12. September 2022 in San Antonio) war ein US-amerikanischer Unternehmer. Er gründete 1972 die Clear Channel Communications.
Sein Vater Lester T. Mays war leitender Angestellter in der Stahlindustrie und starb bei einem Autounfall, als Mays zwölf Jahre alt war. Seine Mutter Mary Virginia Lowry wurde nach dem Tod ihres Mannes Immobilienmaklerin. Er wuchs in Dallas’ Vorort University Park auf. Nach Abschluss der dortigen Highland Park High School erwarb er am A&M College of Texas einen Bachelor in Erdöltechnik.
Nach einer Offizierslaufbahn ab 1957 in der US Air Force erwarb Mays an der Harvard University einen Master, wurde Investmentbanker bei Russ & Company und stieg dort in zehn Jahren zum Vice President of Corporate Finance auf.
Mays war von 1959 bis zu ihrem Tod im November 2020 mit Peggy Pitman verheiratet und starb zwei Jahre nach ihr im September 2022 im Alter von 87 Jahren. Sie lebten mir ihren vier Kinder, Kathy, Mark, Linda und Randall in San Antonio und führten dort die Mays Family Foundation.
Der langjährige republikanische Kongressabgeordnete Michael McCaul ist Mays’ Schwiegersohn.